# W. Baelz & Sohn
W. Baelz & Sohn GmbH & Co. est une entreprise familiale d’une tradition de plus de 100 ans avec siège social à Heilbronn. 
L’entreprise est un des leaders allemands dans le domaine de la technique de mesure, de régulation et de chauffage. Elle se consacre particulièrement à effectuer des tâches complexes dans les installations industrielles ainsi que dans la technique de chauffage, de ventilation et de climatisation en général. Une de ses priorités est de faire des économies d’énergie et de simplifier les installations vapeur et eau chaude. Le siège social de la maison mère est à Heilbronn. Des succursales se trouvent dans de plus grandes villes en Allemagne aussi bien qu’à Vienne (Autriche), à Paris (France) et à Pékin (Chine).

## Histoire
W. Baelz fut créé à Düren par Wilhelm Bälz en 1896, et à ce jour l’entreprise est dirigée par la famille. Avant la création, Wilhelm Bälz avait fabriqué dans l’atelier d’un magasin des produits artisanaux à base de cuivre qu’il vendit aux ménages et à l’industrie. Il s’aperçut que la fabrication artisanale ne suffisait plus à l’industrie et, avec un ami, il créa la société W. Baelz à Düren. À la suite des désaccords concernant l’évolution de l’entreprise, Wilhelm Bälz déménagea à Heilbronn en 1914 avec sa partie de l’entreprise. Deux faits jouèrent en faveur de Heilbronn : la ville de Heilbronn vendit des pâturages aux prix avantageux, et Wilhelm Bälz était originaire de Bietigheim-Bissingen, une ville souabe avoisinante. Tout auprès de Wilhelm Bälz, un Monsieur Koepff construisit une fabrique de gélatine. C’est donc d’après lui que fut appelée la Koepffstraße, la rue dans laquelle se trouve la maison mère de Baelz.
Au fil des premières décennies, l’entreprise se spécialisa dans la conception et la réalisation d’installations vapeur pour l’industrie manufacturière. À la suite, la transformation de fer et d’acier s’ajouta à la transformation de cuivre. En raison des répercussions de la Seconde Guerre mondiale, Wilhelm Bälz était forcé de cesser presque toutes les activités de l’entreprise. Lors de l’attaque aérienne à Heilbronn le 4 décembre 1944, les édifices de l’entreprise dans la Koepffstraße fut complètement détruits.
Après la fin de la Seconde Guerre mondiale, l’entreprise reprit petit à petit ses activités, et les édifices détruits furent reconstruits peu à peu. Avec le concours de Helmut Bälz, le fils de Wilhelm, des échangeurs et des vannes électriques et pneumatiques furent développés, surtout pour les applications vapeur et huile thermique, réalisant un circuit vapeur/condensat fermé à cette époque déjà. Dans ce domaine, l’entreprise détient de nombreux brevets qui étaient régulièrement adaptés aux nouvelles exigences sur le marché. En plus d’autres produits et technologies, Baelz conçut et fit breveter l’échangeur vertical avec une boucle vapeur/condensat fermée. Cette conception à ce jour correspond à l’état de la technique dans les installations de chauffage.
Au début des années 1960, l’éjecteur à buse réglable avec servomoteur fut développé et introduit dans les systèmes de chauffage, de ventilation et de climatisation. Pour les éléments de la technologie d’éjecteur ainsi que pour leurs applications spécifiques dans les installations, Baelz détient de nombreux brevets, afin de s’assurer son rôle de pionnier aussi dans l’avenir. Dans les années 1970, Baelz reçut par le gouvernement de l’état Bade-Wurtemberg plusieurs distinctions en faveur de la technologie d’éjecteur comme produit de particulièrement grande valeur sur le plan de l’économie. À la suite d’un développement continu de l’éjecteur au cours des années, Baelz encore et toujours est leader dans ce domaine et apporta une part significative au perfectionnement de l’efficacité énergétique dans les installations. En 1978, la Fondation Baelz fut créée pour encourager la formation d’ingénieurs aux écoles supérieures en Allemagne dans le domaine de la technique de régulation orientée sur la pratique, particulièrement au niveau des installations techniques des bâtiments. Jusqu’à ce jour, cette combinaison de la théorie à la pratique aide à développer la technique des bâtiments et la technique énergétique modernes.

## Produits
La gamme de produits de l’entreprise comprend la diversité globale de la technique de mesure et de régulation, tels que :
- vannes
- éjecteurs
- servomoteurs électriques linéaires
- servomoteurs pneumatiques linéaires
- échangeurs (vapeur/eau ou liquide/liquide)
- sous-stations montées sur skid
- générateurs de vapeur
- régulateurs
- logiciels.

Les sous-stations thermoconductrices, les vannes, les éjecteurs et les régulateurs sont fabriqués dans l’usine à Heilbronn-Biberach, tandis que les échangeurs et les générateurs de vapeur sont produits par la société filiale BS Nova Apparatebau GmbH à Siegen.

## Publications
- Renate Kilpper, Geregelte Strahlpumpen in der Gebäudetechnik, Moderne Gebäudetechnik, Berlin 2010, p. 26–28
- Uwe Bälz, Energieeffizientes Heizen für individuellen Heizkomfort, Erneuerbare Energie, Gleisdorf 2009, p. 10
- Marc Gebauer, Hydrodynamische Wasser-Wärme-Verteilung mit sechs Regelkreisen und nur eine Umwälzpumpe, Heizung Lüftung Klimatechnik, 2007, p. 6–7
- Marc Gebauer, Geregelte Strahlpumpen in der Haustechnik, Heizung Lüftung Klimatechnik, 2006.
- Marc Gebauer, Einsparungspotential durch Regelungstechnik, EuroHeat&Power, Bruxelles, 2004.
- Hans Hesselbacher, Umwälzpumpe ade, Chemie Technik, 2000, p. 188–189
- Hans Hesselbacher, Die Wirtschaftlichkeit von Strahlpumpen in Heizungsanlagen, Haustechnische Rundschau, 1976.